# فاروقه
فاروقه (به انگلیسی: Farooqa) یک شهرک در پاکستان است که در منطقه پنجاب واقع شده‌است. فاروقه ۲۵ کیلومتر مربع مساحت و ۹۲٬۵۷۰ نفر جمعیت دارد و ۱۷۳ متر بالاتر از سطح دریا واقع شده‌است.